# Marina Jaunâtre
Marina Jaunâtre (Machecoul, Loira Atlàntic, 20 de maig de 1982) és una ciclista francesa, que fou professional del 2006 al 2009.

## Palmarès
- 2001
  - Vencedora d'una etapa al Tour del Charente Marítim
- 2002
  - Vencedora d'una etapa al Tour de l'Alta Viena
  - Vencedora d'una etapa al Tour de la Drôme
- 2003
  - Vencedora d'una etapa al Tour de Bretanya
- 2005
  - 1a al Tour de Bretanya i vencedora de 2 etapes
  - Vencedora d'una etapa al Tour de Toona
- 2006
  - 1a al Tour de Bretanya i vencedora d'una etapa
  - 1a al Gran Premi de França i vencedora de 2 etapes
- 2007
  - 1a a la Copa de França
  - 1a al Tour de Bretanya
  - 1a al Cholet-Pays de Loire Dames
  - Vencedora d'una etapa al Gran Premi de França